# Кривецький Михайло Єремійович
Михайло Єремійович Кривецький (нар. 12 жовтня 1869 — пом. після 27 серпня 1929) — український громадсько-політичний діяч, економіст за фахом. Один із провідних діячів УПСС.

## Життєпис
Народився у Житомирі у сім'ї службовця Волинської палати кримінального суду, спадкового дворянина Єремії Єфремовича Кривецького та його дружини, доньки купця Ольги Костянтинівни Штеренгарц. Мав сестер Євгенію (нар. 13 листопада 1866) та Варвару (нар. 4 листопада 1873).
Навчався 6 років у Житомирській прогімназії та 4 роки у Житомирській гімназії. Закінчив юридичний факультет Петербурзького університету.
До Лютневої революції 1917 працював у міністерстві фінансів Російської імперії в Петрограді, потім переїхав до Києва. Після утворення Української Центральної Ради і уряду України був обраний радником генерального секретаря фінансів, потім директор департаменту Державної скарбниці. 1917–1919 — радник фінансових установ українських урядів.
18 грудня 1917 — директор Державного банку УНР. Підготував доповідь «Экономико-финансовые перспективы Украинской Республики и ближайшие экономические, финансовые и политические задачи Генерального секретариата: Краткие соображения М. И. Кривецкого» (належні обрахунки йому допоміг виконати професор економіки Новоросійського університету А. А. Вольський) — аналіз економічних показників розвитку українських земель за 1908—12 та йшлося про можливі перспективи подальшого поступу України як у складі майбутньої Всеросійської Федерації, так і в статусі незалежної держави. Кривецький дійшов висновку, що за умов, які склалися у сфері державних фінансів на кінець 1917, найкращим виходом для України є проголошення на її території самостійної соціалістичної держави, монополізація, націоналізація і соціалізація промисловості, цін, банків.

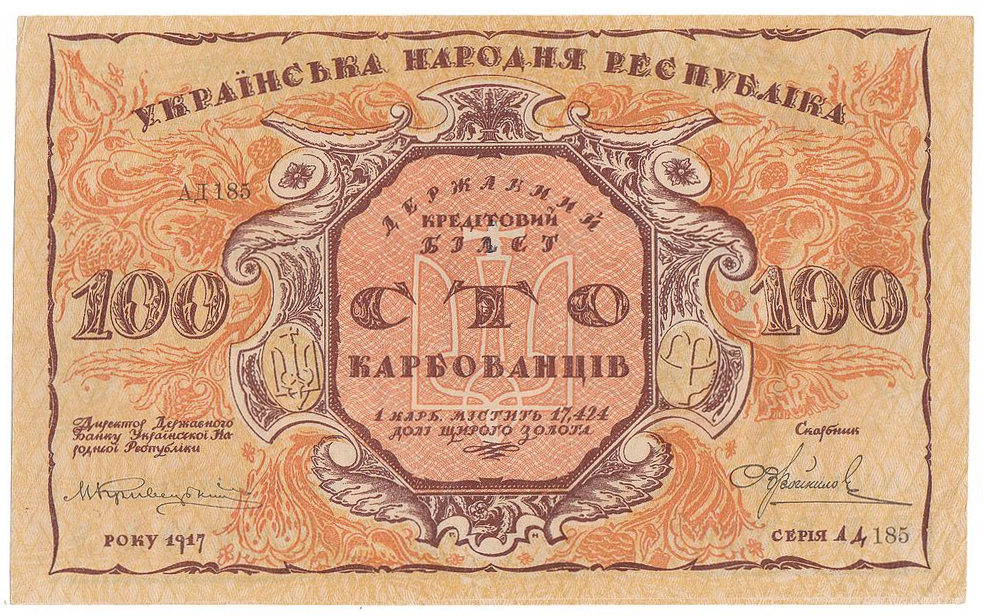

9 березня 1918 Рада міністрів УНР звільнила його з посади директора Державного банку УНР. Після цього він разом з М.Гаврилівим, І.Ганіцьким, А.Вольським, В.Ковалем, Х.Барановським, Ф.Королевим, К.Мацієвичем, П.Линниченком, І.Фещенко-Чопівським та В.Тимошенком зосередився на роботі в україно-німецько-австро-угорській комісії з підготовки проектів торговельних договорів між Українською Народною Республікою та Центральними державами.
За доби Української Держави відійшов від державних справ, однак саме в цей час почали реалізовуватися запропоновані ним 1917 практичні рекомендації щодо обмеження ввозу та заборони обігу окремих рубльових номіналів, штемпелювання рублів, а також підготовки до обміну всієї маси російських грошових знаків в Україні на українські. Після приходу до влади Директорії УНР і запровадження нових українських грошей в обігу з'явилася банкнота номіналом у 100 карбованців з його підписом (виготовлена на початку 1918).
У лютому-квітні 1919 — міністр фінансів УНР в кабінеті С. Остапенка. Однак він не прибув до Рівного, де діяли в той час державні установи УНР, і на початку квітня замість нього обов'язки міністра фінансів було доручено виконувати Б.Мартосу.
Після відступу військ УНР зі Жмеринки перебрався до Галичини, де став на бік Євгена Петрушевича та О. М. Андрієвського й був призначений керуючим міністерством фінансів (у Станіславі). У квітні 1920 під час реорганізації уряду в Кам'янці-Подільському А.Лівицький призначив його на посаду міністра. Після створення в травні нової Ради міністрів УНР з лівих партій, Кривецький емігрував до Австрії.
В еміграції мешкав у Австрії, у Відні та Франції.
Помер у м. Кламар (Франція).